# Сокова, Мария Викторовна
Мария Викторовна Сокова (род. 2 сентября 1970) — российская легкоатлетка, специалистка по прыжкам в длину и тройным прыжкам. Выступала за сборную России по лёгкой атлетике во второй половине 1990-х годов, чемпионка и призёрка первенств национального значения, участница ряда крупных международных стартов. Представляла Московскую область. Мастер спорта России международного класса. В 2002 году также выступала за Узбекистан.

## Биография
Мария Сокова родилась 2 сентября 1970 года.
Впервые заявила о себе в тройном прыжке на взрослом всероссийском уровне в сезоне 1995 года, когда на зимнем чемпионате России в Волгограде превзошла всех своих соперниц и завоевала золотую медаль. Попав в основной состав российской национальной сборной, выступила на чемпионате мира в помещении в Барселоне, где с результатом 14,22 метра заняла в финале пятое место.
В 1998 году на зимнем чемпионате России в Москве стала серебряной призёркой, уступив только Елене Лебеденко.
На чемпионате России 1999 года в Туле была третьей, тогда как на соревнованиях в Москве установила свой личный рекорд в тройном прыжке — 14,50 метра.
В 2000 году на зимнем чемпионате России в Волгограде выиграла бронзовые медали в прыжках в длину и в тройных прыжках.
Впоследствии получила гражданство Узбекистана и некоторое время выступала в составе узбекской национальной сборной. Так, в 2002 году отметилась выступлением на чемпионате Азии в Коломбо, где стала четвёртой в прыжках в длину и завоевала серебряную награду в тройных прыжках. На последовавших Азиатских играх в Пусане в тех же дисциплинах была восьмой и десятой соответственно.
В 2015 году в составе сборной России побывала на мастерском чемпионате мира в Лионе, откуда привезла награду серебряного достоинства, выигранную в тройном прыжке среди спортсменок старше 40 лет. Неоднократно выступала на соревнованиях по якутским национальным прыжкам.
За выдающиеся спортивные результаты удостоена почётного звания «Мастер спорта России международного класса».
Замужем за известным российским легкоатлетом Василием Соковым, участником двух Олимпийских игр.